# جرائم الحرب السوفيتية
تشمل جرائم الحرب التي ارتكبها الاتحاد السوفيتي وقواته المسلحة من عام 1919 إلى عام 1991 الأفعال التي ارتكبها الجيش الأحمر (الذي سمي فيما بعد الجيش السوفيتي) بالإضافة إلى المفوضية الشعبية للشؤون الداخلية، بما في ذلك القوات الداخلية التابعة لالمفوضية الشعبية للشؤون الداخلية. في بعض الحالات، ارتكبت هذه الأفعال بناءً على أوامر من الزعيم السوفيتي جوزيف ستالين عملاً بسياسة الحكومة السوفيتية الأولى المتمثلة في الإرهاب الأحمر. في حالات أخرى، ارتكبوا تلك الجرائم دون أوامر من القوات السوفيتية ضد أسرى الحرب أو المدنيين في البلدان التي كانت في نزاع مسلح مع الاتحاد السوفياتي، أو ارتكبت خلال حرب بارتيزان.
وقع عدد كبير من هذه الحوادث في شمال ووسط وشرق أوروبا قبل وأثناء وبعد الحرب العالمية الثانية، والتي تضمنت عمليات إعدام موجزة وقتل جماعي لأسرى الحرب، كما في مذبحة كاتين والاغتصاب الجماعي على أيدي قوات الجيش الأحمر في المناطق التي احتلوها.
عندما أسست قوى الحلفاء في الحرب العالمية الثانية المحكمة العسكرية الدولية لما بعد الحرب لدراسة جرائم الحرب التي ارتكبت أثناء النزاع من قبل ألمانيا النازية، مع قيام مسؤولين من الاتحاد السوفيتي بدور نشط في العمليات القضائية، لم يكن هناك فحص للقوات السوفيتية "لم يتم توجيه أي تهم ضد قواتها، لأنها كانت أيضًا قوة غير مهزومة كانت تحتجز أوروبا الشرقية بعد ذلك تحت الاحتلال العسكري، مما يشوه السلطة التاريخية لنشاط المحكمة باعتباره عدالة المنتصر في جزء منه.
اليوم، ترفض الحكومة الروسية الاعتراف جرائم الحرب باعتبارها «أسطورة غربية». في كتب التاريخ الروسية، يتم تغيير الفظائع إما لتصوير السوفييت بشكل إيجابي أو تم حذفها بالكامل. في مقابلة أجراها في يونيو 2017، أقر الرئيس الروسي فلاديمير بوتين «بأهوال الستالينية»، لكنه انتقد أيضًا «شيطنة ستالين المفرطة» من قبل «أعداء روسيا».

## خلفية
لم يعترف الاتحاد السوفيتي بتوقيع الإمبراطورية الروسية على اتفاقيات لاهاي لعامي 1899 و1907 باعتبارها ملزمة، ونتيجة لذلك، رفض الاعتراف بها حتى عام 1955. وقد خلق هذا وضعا يمكن في نهاية المطاف ترشيد جرائم الحرب التي ارتكبتها القوات المسلحة السوفيتية. كما أن الرفض السوفيتي للاعتراف باتفاقيات لاهاي أعطى ألمانيا النازية الأساس المنطقي لمعاملتها اللاإنسانية لأفراد الجيش السوفياتي الأسرى.

## قبل الحرب العالمية الثانية

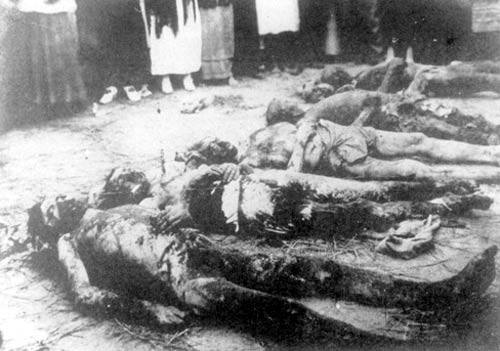
ضحايا الإرهاب الأحمر في خيرسون 1918